# رابرت ملویل
رابرت ملویل (انگلیسی: Robert Melville; ۳۱ دسامبر ۱۹۰۵ – ۱ مارس ۱۹۸۶) روزنامه‌نگار اهل بریتانیا بود.
رابرت همراه همراه با هنرمندان کانروی مادوکس و جان ملویل (برادرش)، یکی از اعضای کلیدی سورئالیسم بیرمنگام در دهه ۱۹۳۰ و ۱۹۴۰ بود.